# すいみゃ
すいみゃは、日本のイラストレーター、原画家である。
ライトノベルの挿絵やゲーム原画、キャラクターデザインなどを手掛けるほか、バーチャルYouTuberとしても活動している。血液型はO型。
『Chilly polka(ちりぽるか)』という名前の同人サークルを主宰している。

## 人物・活動
2015年春よりフリーランスとして活動中。
好きなものはツインテールの女の子、コーギー。好きなことはゲーム、動物(犬以外も好き)、食べること。
好きな食べ物は西瓜、魚介類、スコーン、パンケーキ、ティラミス。
好きなゲーム　ゼルダの伝説、MOTHER、どうぶつの森、逆転裁判、アイマスetc...。

2019年10月に活動を開始した猫月みお、2021年2月に活動を開始した星桜キラノ、2021年8月に活動を開始した碧海ここも、2023年6月に活動を開始した綿宮あひるらのキャラクターデザインを担当。
自身とキャラクターデザインを担当した猫月みお、星桜キラノ、碧海ここも達を含め「すいみゃ家」として配信を行うこともあり、仲が良い。
また、2021年11月からは猫月みおと2人でYoutube配信のラジオ番組、「すいみおラジオ」を配信している。(配信日は第2・第4水曜日22時～)
配信はすいみゃ、猫月みおのチャンネルで交互に行っている。

## 主な作品

### 原画
アダルトゲーム
- your diary(CUBE、SD担当)(2011年9月30日)[10]
- イモウトノカタチ(Sphere、SD担当)(2012年8月31日)[11]
- 倉野くんちのふたご事情(CUBE、SD担当)(2012年11月30)[12]
- Berry's(Sphere、SD担当)(2013年6月28日)[13]
- your diary+H(CUBE、SD担当)(2014年5月30日)[14]
- あま恋シロップス 〜恥じらう恋心でシたくなる甘神様の恋祭り〜(MintCUBE)(2015年2月27日)[15]
- よめがみ My Sweet Goddess!(ALcot)(2016年11月25日)[16]
- ぼくらの放課後戦争！-AFTER SCHOOL WARS-R(江藤せつな)(2017年)[17]
- 宿星のガールフレンド -the destiny star of girlfriend-([[mirai]]、SD担当)(2018年7月27日)[18]
- 宿星のガールフレンド2 -the destiny star of girlfriend-([[mirai]]、SD担当)(2018年12月21日)[19]
- 宿星のガールフレンド3 -the destiny star of girlfriend-([[mirai]]、SD担当)(2019年7月26日)[20]
- ネコ神さまと、ななつぼし -妹の姉-(SWEET&TEA)(2019年2月22日)[21]
- 宿星のガールフレンド ALLSTAR([[mirai]]、SD担当)(2020年3月27日)[22]

一般ゲーム
- your diary+(PSP)(Alchemist、SD担当)(2013年11月28日)
- ぼくらの放課後戦争！-AFTER SCHOOL WARS-(江藤せつな)(2017年)[17]
- your diary+(PSV/PS4)(エンターグラム、SD担当)(2019年6月27日)[23]
- さくら色Dreamer(ホロライブプロダクション)(2020年12月25日)[24]

挿絵
- 俺もおまえもちょろすぎないか(2018年1月-(MF文庫J)[25]